# 台北中山雅樂軒酒店
台北中山雅樂軒酒店（英語：Aloft Taipei Zhongshan）位於台北市中山區，酒店由九昱建設投資興建，委託萬豪國際以雅樂軒酒店品牌全權經營管理。本酒店為萬豪國際在台灣的首家雅樂軒酒店，共有88間客房，在頂樓這有酒吧和無邊際空中泳池，2015年12月24日正式開幕。

## 大眾運輸

### 鐵路運輸
```
臺北捷運
```

- 中和新蘆線：中山國小站

## 外部連結
- 台北中山雅樂軒酒店 （页面存档备份，存于）